# Brasil nos Jogos Olímpicos de Verão de 2016
O Brasil competiu como anfitrião nos Jogos Olímpicos de Verão de 2016 no Rio de Janeiro, de 5 a 21 de agosto de 2016. Esta foi a vigésima segunda participação do país nos Jogos Olímpicos, que não participou apenas dos Jogos Olímpicos de Verão de 1928 em Amsterdam. O Brasil foi o primeiro país a sediar os Jogos Olímpicos de Verão na América do Sul e o segundo na América Latina, após a edição da Cidade do México 1968.
A primeira medalha do Brasil foi conquistada logo no primeiro dia de competições. Felipe Wu obteve a medalha de prata no tiro esportivo. Já a primeira medalha de ouro do Brasil foi conquistada no terceiro dia de competições, pela judoca Rafaela Silva.
No dia 7 de agosto, a futebolista brasileira Cristiane tornou-se a maior artilheira do futebol na história das Olimpíadas (incluindo homens e mulheres), com 14 gols. Sophus Nielsen, da Dinamarca, era o antigo detentor do recorde: ele havia marcado 13 gols em duas participações nos Jogos Olímpicos (Londres 1908 e Estocolmo 1912).
No início de 2016, Marcus Vinícius Freire – então diretor executivo de Esportes do Comitê Olímpico Brasileiro, informou que a meta do COB para os Jogos Rio 2016 era colocar o Brasil no top 10 do quadro total de medalhas. E para atingir este objetivo, contou com o maior investimento financeiro já feito em um ciclo olímpico. Ao final do evento, o Brasil bateu tanto o seu recorde de ouros em uma edição das Olimpíadas (cinco ouros em Atenas 2004) quanto o seu recorde de medalhas obtidas em uma edição dos Jogos (17 medalhas em Londres 2012). Duas modalidades ganharam pela primeira vez o ouro para o Brasil: o boxe, com Robson Conceição, e o futebol, com a seleção olímpica masculina. Também pela primeira vez o Brasil teve um atleta com três pódios na mesma edição dos Jogos: Isaquias Queiroz, com duas pratas e um bronze na canoagem.  Além disso, no total, os atletas brasileiros apareceram 71 vezes no top 8 de suas modalidades. A melhor marca até então havia sido em Londres 2012, com 41. Por fim, segundo um levantamento feito pelo GloboEsporte.com, contabilizando as medalhas individuais dos esportes coletivos, o Brasil teve 37 campeões olímpicos. Se o quadro contabilizasse todas as medalhas distribuídas, o país terminaria na 6ª posição.
Apesar disso, como os esportes coletivos contabilizam apenas uma medalha, a meta estabelecida pelo COB não foi alcançada: o Brasil ficou no 12º lugar em número de medalhas. De todo modo, a 13ª posição alcançada no quadro tradicional (que considera a qualidade das medalhas) supera o 15º lugar atingido nos Jogos de 1920, na Antuérpia, que era a melhor posição alcançada pelo Brasil até então.
As 19 medalhas obtidas pelo Brasil foram divididas da seguinte forma: os homens conquistaram 14 medalhas, sendo cinco de ouro, cinco de prata e quatro de bronze. E as mulheres, cinco medalhas, sendo duas de ouro, uma de prata e duas de bronze. De acordo com um levantamento feito pela ESPN, contabilizando apenas as medalhas “masculinas”, o Brasil terminaria na 10º posição. E as mulheres, na 22º posição.

## Competidores

### Por modalidade esportiva
| Esporte              | Masculino | Feminino | Total |
| -------------------- | --------- | -------- | ----- |
| Atletismo            | 36        | 31       | 67    |
| Badminton            | 1         | 1        | 2     |
| Basquetebol          | 12        | 12       | 24    |
| Boxe                 | 7         | 2        | 9     |
| Canoagem             | 11        | 2        | 13    |
| Ciclismo             | 6         | 4        | 10    |
| Esgrima              | 7         | 6        | 13    |
| Futebol              | 18        | 18       | 36    |
| Ginástica            | 6         | 11       | 17    |
| Golfe                | 1         | 2        | 3     |
| Halterofilismo       | 3         | 2        | 5     |
| Handebol             | 14        | 14       | 28    |
| Hipismo              | −         | −        | 12    |
| Hóquei sobre a grama | 16        | 0        | 16    |
| Judô                 | 7         | 7        | 14    |
| Lutas                | 1         | 4        | 5     |
| Nado sincronizado    | -         | 9        | 9     |
| Natação              | 23        | 13       | 36    |
| Polo aquático        | 13        | 13       | 26    |
| Pentatlo moderno     | 1         | 1        | 2     |
| Remo                 | 2         | 2        | 4     |
| Rugby sevens         | 12        | 12       | 24    |
| Saltos ornamentais   | 5         | 4        | 9     |
| Taekwondo            | 2         | 2        | 4     |
| Tênis                | 5         | 2        | 7     |
| Tênis de mesa        | 3         | 3        | 6     |
| Tiro                 | 6         | 3        | 9     |
| Tiro com arco        | 3         | 3        | 6     |
| Triatlo              | 1         | 1        | 2     |
| Vela                 | 8         | 7        | 15    |
| Voleibol             | 16        | 16       | 32    |
| Total                | 256       | 209      | 465   |

### Por local de nascimento
| Posição | Local de nascimento       | Números de atletas | Campeão(ões) olímpico(s) presente(s)              |
| ------- | ------------------------- | ------------------ | ------------------------------------------------- |
| —       | Brasil                    | 440                | 12                                                |
| —       | Região Sudeste            | 284                | 6                                                 |
| 1       | São Paulo                 | 152                | Arthur Zanetti Robert Scheidt                     |
| 2       | Rio de Janeiro            | 89                 | Thaísa Menezes                                    |
| —       | Região Sul                | 75                 | 3                                                 |
| —       | Região Nordeste           | 51                 | 3                                                 |
| 3       | Minas Gerais              | 34                 | Adenízia da Silva Fabiana Claudino Sheilla Castro |
| 4       | Paraná                    | 32                 | Natália Pereira Serginho                          |
| 5       | Rio Grande do Sul         | 27                 | Fernanda Garay                                    |
| —       | Exterior                  | 25                 | Não                                               |
| —       | Região Centro-Oeste       | 22                 | Não                                               |
| 6       | Santa Catarina            | 16                 | Não                                               |
| 7       | Pernambuco                | 15                 | Dani Lins Jaqueline Carvalho                      |
| 8       | Bahia                     | 14                 | Não                                               |
| 9       | Distrito Federal          | 11                 | Não                                               |
| 10      | Espírito Santo            | 9                  | Não                                               |
| —       | Região Norte              | 8                  | Não                                               |
| 11      | Alagoas                   | 6                  | Não                                               |
| 12      | Paraíba                   | 6                  | Não                                               |
| 13      | Goiás                     | 6                  | Não                                               |
| 14      | Maranhão                  | 4                  | Não                                               |
| 15      | Mato Grosso               | 3                  | Não                                               |
| 16      | Ceará                     | 3                  | Não                                               |
| 17      | Roraima                   | 2                  | Não                                               |
| 18      | Mato Grosso do Sul        | 2                  | Não                                               |
| 19      | Piauí                     | 2                  | Sarah Menezes                                     |
| 20      | Amazonas                  | 2                  | Não                                               |
| 21      | Pará                      | 2                  | Não                                               |
| 22      | Amapá                     | 1                  | Não                                               |
| 23      | Acre                      | 1                  | Não                                               |
| 24      | Rio Grande do Norte       | 1                  | Não                                               |
| —       | Total (Brasil e exterior) | 465                | 12                                                |